# 最勝会グループ
最勝会グループ（さいしょうかいグループ）は、旧岩井財閥系企業から構成される企業グループである。

## 概要
1953年に岩井商店が設立した企業によって結成された。社長会は最勝会（さいしょうかい）と呼ぶが、単なる社長会ではなく若手社員間や監査間等社長間以外の各階層、組織間での交流が行われている。
構成企業の大半が他の企業グループとの重複加盟であり、単独加盟企業のうちメタルワンも双日と三菱商事との合弁企業であるため、最勝会のみに加盟し他の企業集団の傘下でもない単独加盟企業は日本発条のみである。

## グループ企業
- 関西ペイント（三和グループとの重複加盟[3][4]）
- トーア紡コーポレーション（同上[4]）
- トクヤマ（同上[3][4]）
- 日本橋梁（同上[注釈 1]）
- ダイセル（三井グループとの重複加盟[5]）
- 富士フイルム（同上[6]）
- 双日（三和グループ・第一勧銀グループ・大輪会との重複加盟[3][4][7]）
- メタルワン（双日と三菱商事との合弁）
- 日本発条（単独加盟・元々は日商系列）

### 過去のグループ企業
- 日新製鋼 → 日鉄日新製鋼（現・日本製鉄）